# Saint-Julia
Saint-Julia  es una población y comuna francesa, en la región de Mediodía-Pirineos, departamento de Alto Garona, en el distrito de Toulouse y cantón de Revel.

## Demografía
El último registro indica que su población, en el año 2021, era de 427 habitantes.
| 464 | 382 | 370 | 314 | 305 | 333 | 379 | 420 | 427 |
| Para los censos de 1962 a 1999 la población legal corresponde a la población sin duplicidades (Fuente: INSEE [Consultar]) |     |     |     |     |     |     |     |     |

## Monumentos

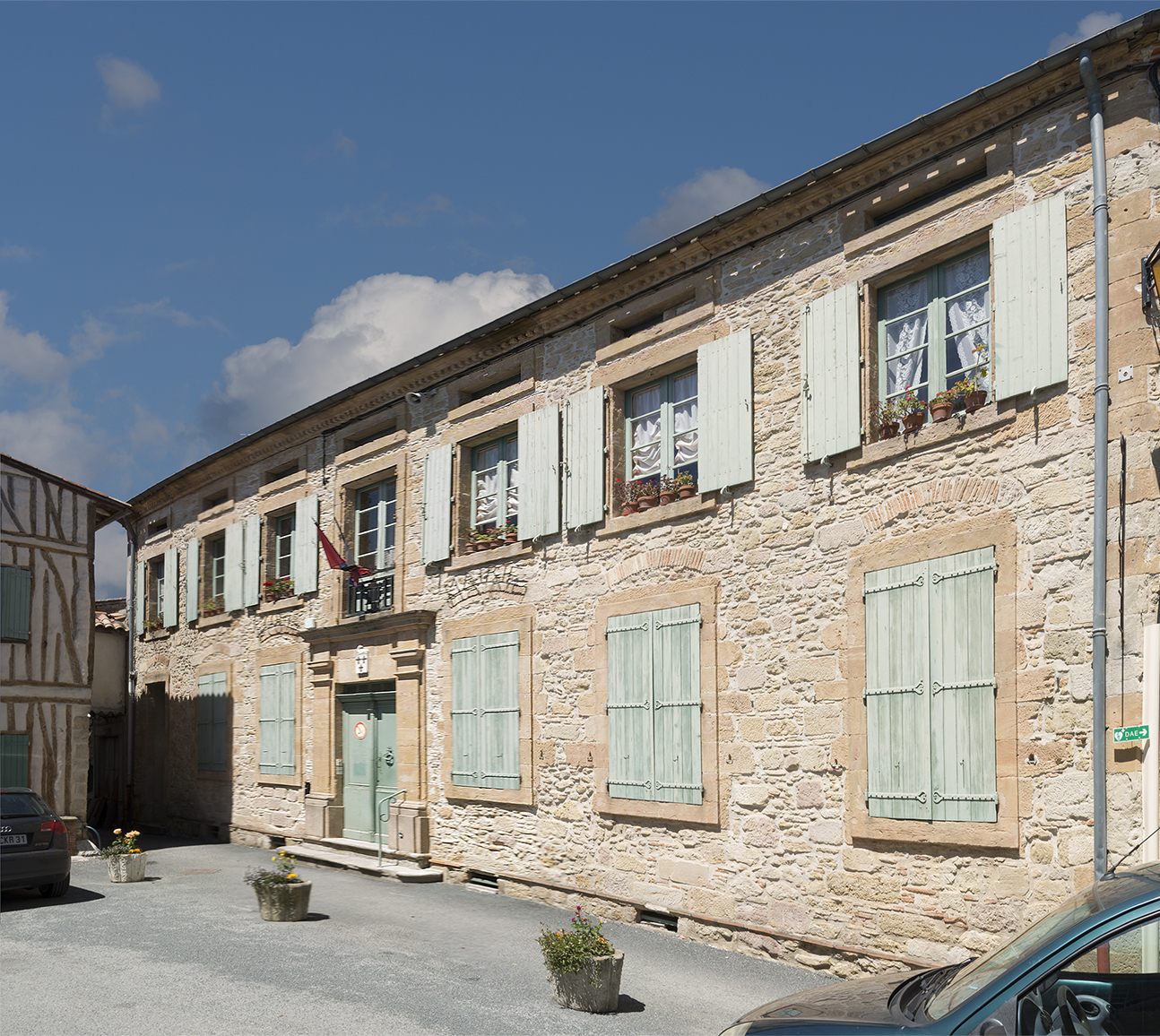
Ayuntamiento.
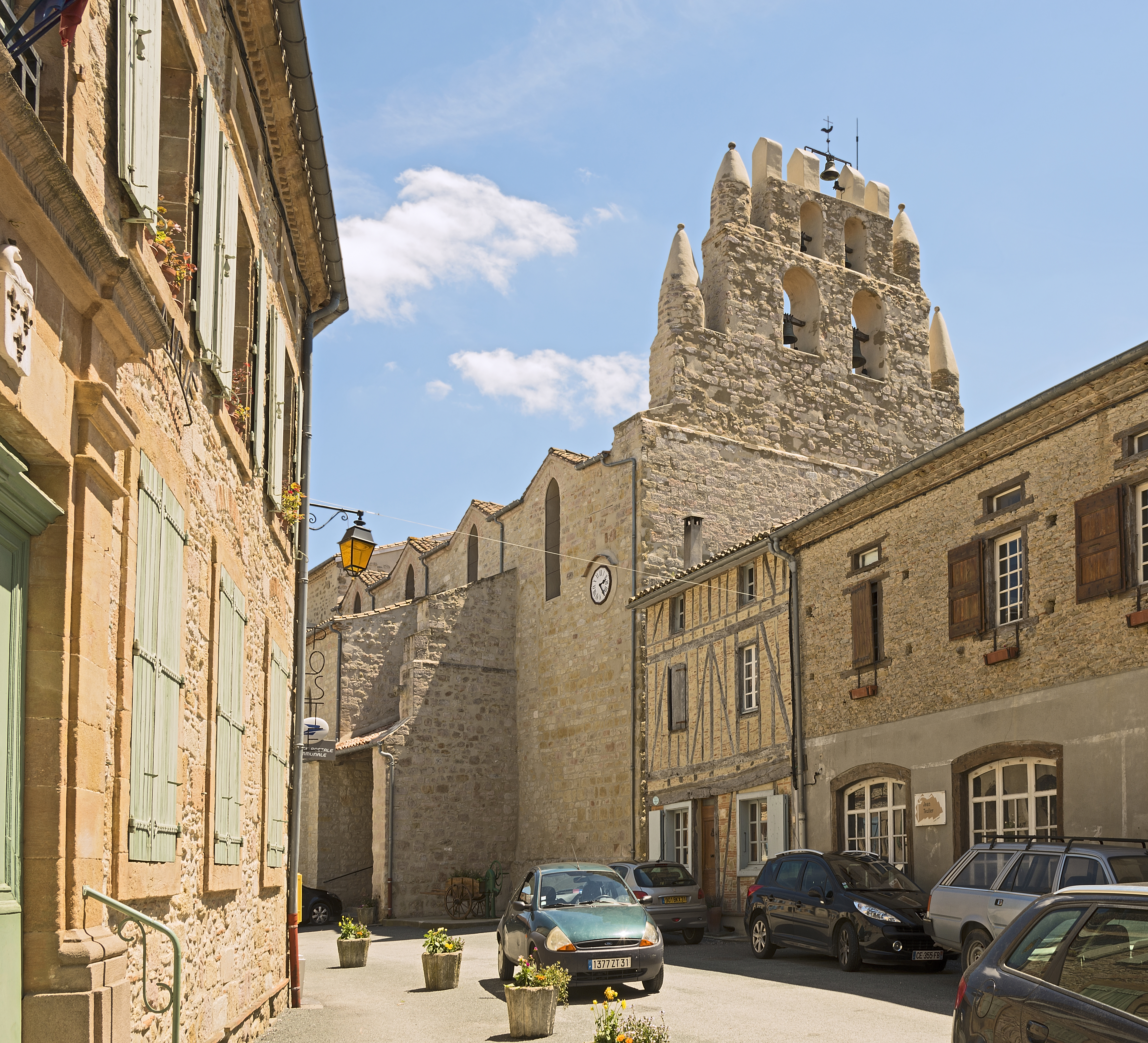
La Iglesia.
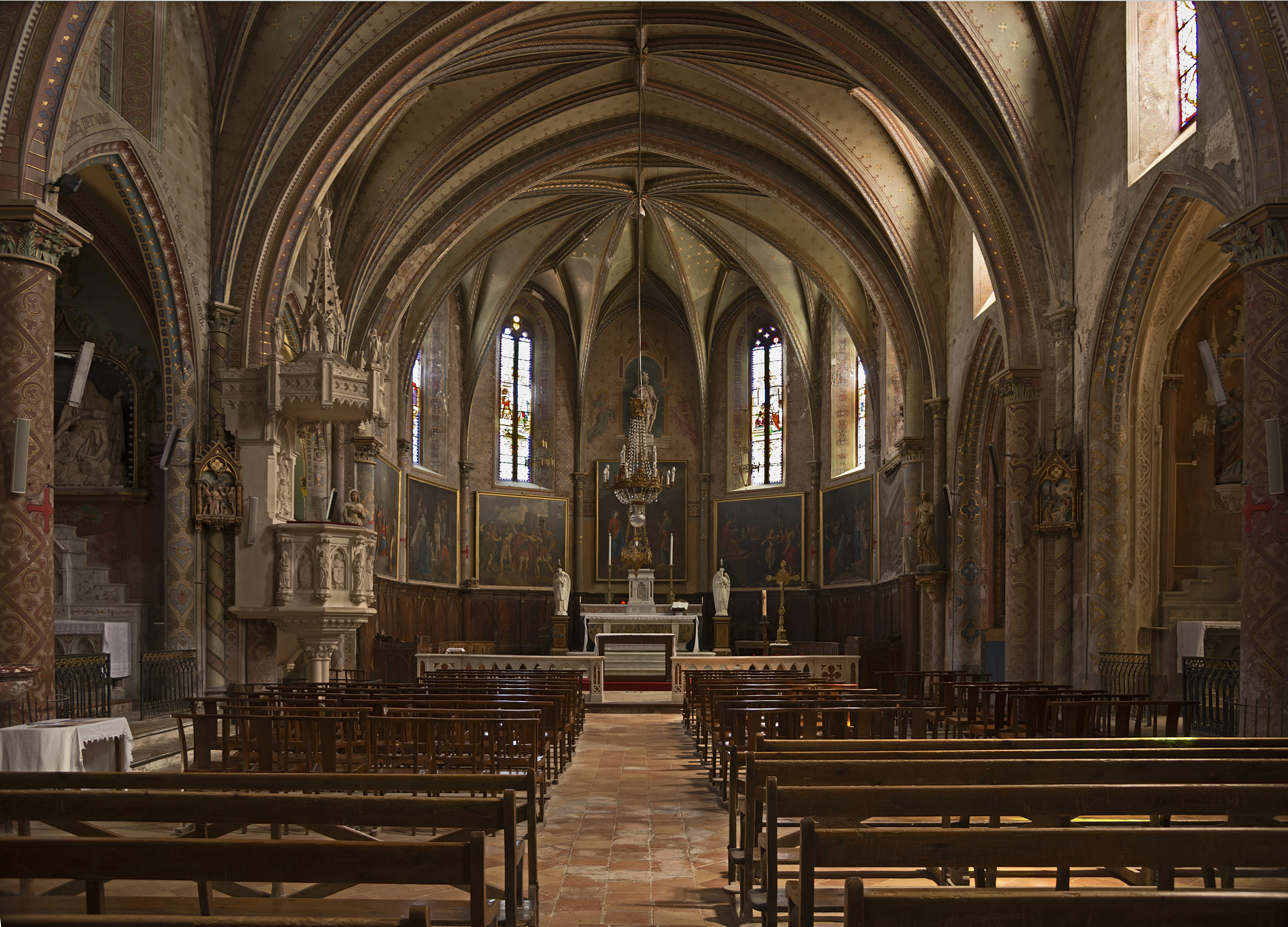
El interior de la iglesia